# بينوني
بينوني هي بلدة، في جنوب أفريقيا، تقع في City of Ekurhuleni Metropolitan Municipality ‏، بلغ عدد سكانها 158,777 نسمة وذلك حسب إحصائيات سنة 2011.

## أعلام
- هنري كالتينبرون
- ويلي تويل
- فيك تويل
- جينيفيف مورتون
- جوني ليندسي
- تشارليز ثيرون
- واين سانديلاندس